# Leptosiphon croceus
Leptosiphon croceus är en blågullsväxtart som först beskrevs av Alice Eastwood, och fick sitt nu gällande namn av J.M. Porter och L.A. Johnson. Leptosiphon croceus ingår i släktet Leptosiphon och familjen blågullsväxter. Inga underarter finns listade i Catalogue of Life.